# Scaphyglottis pulchella
Scaphyglottis pulchella är en orkidéart som först beskrevs av Rudolf Schlechter, och fick sitt nu gällande namn av Louis Otho Otto Williams. Scaphyglottis pulchella ingår i släktet Scaphyglottis och familjen orkidéer. Inga underarter finns listade i Catalogue of Life.